# Gōki Maeda
Gōki Maeda (前田 公輝, Maeda Gōki), né le 3 avril 1991 à Yokohama au Japon, est un chanteur et acteur japonais.

## Biographie
En 1997, Gōki Maeda rejoint l'Horipro Improvement Academy, une école de formation dirigée par l'agence artistique Horipro. Il est ainsi membre de la toute première promotion de l'établissement. Durant son enfance, il pratique le piano, le karaté, la natation, le basket-ball et le tennis.
Il fait ses débuts dans l'industrie du divertissement à l'âge de six ans via l'émission télévisée Tensai Terebi Kun MAX, diffusée sur NHK Educational TV. Il y figure durant trois ans, de 2003 à 2006. L'année suivante, il est officiellement affilié à Horipro.
En 2008, il figure dans deux franchises à succès : le drama Gokusen et surtout le diptyque horrifique Higurashi no naku koro ni, d'après la saga vidéo-ludique éponyme, dans lequel il interprète le personnage principal,.
Courant 2010, il s'illustre pour la première fois au théâtre avec la pièce Byakkotai The Idol, où il tient le rôle principal.
En 2014, il s'essaie à la comédie musicale avec le spectacle rock Itadakimasu!. Face à Rina Chinen, il occupe le rôle central.
En 2016, il est à l'affiche de la nouvelle adaptation sérielle du manga Mars, menée par Taisuke Fujigaya. Il apparaît également dans le long-métrage dérivé.
Depuis 2016, il est également présent dans la franchise à succès High&Low ; il joue le personnage de Yosuke Todoroki à la télévision comme au cinéma.
En 2023, il est à l'affiche du sulfureux Thrill Me, une comédie musicale inspirée par l'affaire Leopold et Loeb ; Tatsunari Kimura incarne Nathan Leopold et Maeda campe son amant toxique, Richard Loeb.

## Filmographie

### Télévision
| Année       | Titre                      | Rôle             | Note(s)         |
| ----------- | -------------------------- | ---------------- | --------------- |
| 2001        | Sawayaka 3-kumi            | Haruo Murakami   | Rôle principal  |
| 2008        | Gokusen                    | Hamaguchi Kouki  |                 |
| 2011        | Hanazakari no Kimitachi e  | Kohei Kitahanada |                 |
| 2015        | Death Note                 | Touta Matsuda    |                 |
| 2016        | Mars                       | Kashino          | Épisodes 5 à 10 |
| 2016 - 2022 | High&Low                   | Yosuke Todoroki  |                 |
| 2018        | Miss Devil                 | Yoshida Shinobu  | Épisode 3       |
| 2022        | Chimudondon                | Satoru Sunagawa  | Asadora         |
| 2022        | I Will Be Your Bloom       | Kōjirō Iketani   |                 |
| 2022 - 2023 | Love You as the World Ends | Kaito Shimomura  |                 |
| 2023        | Sexy Tanaka-san            | Kazuki Konishi   |                 |

### Cinéma
| Année | Titre                             | Rôle            | Note(s)                              |
| ----- | --------------------------------- | --------------- | ------------------------------------ |
| 2008  | Higurashi no naku koro ni         | Keiichi Maebara | Rôle principal                       |
| 2009  | Higurashi no naku koro ni: Chikai | Keiichi Maebara | Rôle principal                       |
| 2009  | Slackers: Kizu-darake no yūjō     | Gen Ozaki       | Rôle principal                       |
| 2014  | Torihada: Gekijō-ban 2            |                 |                                      |
| 2016  | Mars                              | Kashino         |                                      |
| 2016  | High&Low: The Movie               | Yosuke Todoroki |                                      |
| 2017  | High&Low: The Movie 2, End of Sky | Yosuke Todoroki |                                      |
| 2018  | Wish You Were Here                | Tomiya jeune    | Film chinois                         |
| 2019  | High&Low: The Worst               | Yosuke Todoroki |                                      |
| 2021  | Love You as the World Ends        | Kaito Shimomura |                                      |
| 2023  | Knuckle Girl                      | Shun Kamiya     | Production japonaise et sud-coréenne |
| 2024  | Shotai                            | Isumi Shohei    |                                      |

## Scénographie partielle
| Année | Titre              | Rôle                  | Note(s)                                                           |
| ----- | ------------------ | --------------------- | ----------------------------------------------------------------- |
| 2010  | Byakkotai The Idol | Kazuo Ishida          | Première pièce de théâtre                                         |
| 2014  | Itadakimasu!       | Teshima Hiromu        | Première comédie musicale Rôle principal                          |
| 2021  | Roméo et Juliette  | Benvolio              | En alternance avec Ryosuke Mikata Distribution principale         |
| 2023  | Thrill Me          | Nathan Leopold « Je » | En alternance avec Matsuya Onoe / Hirodai Matsuoka Rôle principal |
| 2025  | Misaeng            | Jang Geu-rae          | D'après Misaeng Rôle principal                                    |